# إباء (اسم)
إباء هو اسم علم للجنسين من أصل عربي، ومعناه هو العزة والكرامة والكبرياء والترفع عن الذل ورفض الاهانة .

## وصلات خارجية
- موسوعة السلطان قابوس لأسماء العرب